# Governo Thorning-Schmidt II
Il governo Thorning-Schmidt II è stato un governo della Danimarca in carica dal 3 febbraio 2014, dopo la caduta del governo Thorning-Schmidt I a seguito dell'uscita del Partito Popolare Socialista, fino al 28 giugno 2015.
Si tratta di un esecutivo di coalizione tra i Socialdemocratici e la Sinistra Radicale.

## Composizione
| Carica                                                               | Titolare                                    | Titolare                                      | Partito |
| -------------------------------------------------------------------- | ------------------------------------------- | --------------------------------------------- | ------- |
| Primo ministro                                                       |                                             | Helle Thorning-Schmidt                        | SD      |
| Ministro dell'economia e dell'interno                                |                                             | Margrethe Vestager (fino al 2 settembre 2014) | RV      |
| Ministro dell'economia e dell'interno                                | Morten Østergaard (dal 2 settembre 2014)    |                                               | RV      |
| Ministro degli affari esteri                                         |                                             | Martin Lidegaard                              | RV      |
| Ministro del commercio e della cooperazione per lo sviluppo          |                                             | Mogens Jensen                                 | SD      |
| Ministro delle finanze                                               |                                             | Bjarne Corydon                                | SD      |
| Ministro della giustizia                                             |                                             | Karen Hækkerup (fino al 10 ottobre 2014)      | SD      |
| Ministro della giustizia                                             | Mette Frederiksen (dal 10 ottobre 2014)     |                                               | SD      |
| Ministro della difesa                                                |                                             | Nicolai Wammen                                | SD      |
| Ministro della cultura e della chiesa                                |                                             | Marianne Jelved                               | RV      |
| Ministro del fisco                                                   |                                             | Morten Østergaard (fino al 2 settembre 2014)  | RV      |
| Ministro del fisco                                                   |                                             | Benny Engelbrecht (dal 2 settembre 2014)      | SD      |
| Ministro della ricerca, dell'innovazione e dell'istruzione superiore |                                             | Sofie Carsten Nielsen                         | RV      |
| Ministro degli affari e della crescita                               |                                             | Henrik Sass Larsen                            | SD      |
| Ministro delle città, delle infrastrutture e degli affari rurali     |                                             | Carsten Hansen                                | SD      |
| Ministro del lavoro                                                  |                                             | Mette Frederiksen (fino al 10 ottobre 2014)   | SD      |
| Ministro del lavoro                                                  | Henrik Dam Kristensen (dal 10 ottobre 2014) |                                               | SD      |
| Ministro dell'istruzione                                             |                                             | Christine Antorini                            | SD      |
| Ministro dell'integrazione e degli affari sociali                    |                                             | Manu Sareen                                   | RV      |
| Ministro del cibo, dell'agricoltura e della pesca                    |                                             | Dan Jørgensen                                 | SD      |
| Ministro del clima e dell'energia                                    |                                             | Rasmus Helveg Petersen                        | RV      |
| Ministro dei trasporti                                               |                                             | Magnus Heunicke                               | SD      |
| Ministro della sanità                                                |                                             | Nick Hækkerup                                 | SD      |
| Ministro dell'ambiente                                               |                                             | Kirsten Brosbøl                               | SD      |